# Le Collège des cœurs brisés
Le Collège des cœurs brisés  est une série télévisée française en 37 épisodes de 26 minutes, créée par Jean-François Porry et diffusée du 23 septembre 1992 au 31 décembre 1994 sur TF1 puis sur AB1.
La série est intégralement disponible sur la chaîne Youtube Génération Sitcoms depuis le 30 juin 2017.

## Synopsis
Cette série met en scène les élèves d'un collège un peu particulier qui « répare » les cœurs brisés. 

## Distribution
- Nathalie Dudeck : Sylvie
- Hélène de Fougerolles : Anne-Marie (épisodes 1 à 7, 9 à 11 et 26 à 30)
- Muriel Deantoni : Fabienne
- Guillaume Robins : Julien
- Fabrice Josso : Jeremy
- Frédéric Lachkar : Gérard
- Franck Jolly : François Rambier
- Dominique Pivain : Mathilde Gauthier
- Jean Louis Costes : Grand-Père

## Épisodes
1. La Nouvelle
2. Chagrin d'amour toujours
3. Le Petit Vieux
4. Le Prof super sympa
5. La Comédie
6. Le Pharaon
7. La Démission
8. L'Alphabet en bois
9. Le Fantôme
10. Anne-Marie, le retour
11. Ursule qui recule
12. Les larmes n'ont pas d'oreilles
13. Les sanglots longs des couteaux de cuisine
14. Les déesses n'ont pas d'yeux
15. Même les poètes meurent debout
16. La Tristesse des torchons de cuisine
17. La Belle au bois dormant
18. Le X sur le Z
19. La Couleur des traces de pattes
20. Les Sanglots bleus de la mer
21. Le Cataplasme de la grand-mère de mademoiselle Gauthier
22. Le son du cor fait corps accord
23. Il ne leur restait plus que les oignons
24. Le Livre interdit
25. Élémentaire mon cher
26. Elle m'aime, moi non plus
27. Le Rapt
28. Le Baiser
29. Bertrand
30. L'Homme bâillonné
31. Le Bébé de Mlle Gauthier
32. La Stagiaire
33. Les Tam-tams de l'amour
34. Plus dure sera la chute
35. Un orage d'enfer
36. Le Souffle du printemps
37. Coup de foudre et philtre d'amour